# DNK (duó)
A DNK (macedón: ДНК) egy észak-macedón hip-hop duó volt Szkopjéből. A csoport tagjai Vladimir Blazsev "Pancho" (Szkopje, 1979. július 29.) és Andrej Gjorgjievszki (1982. február 9. – 2025. március 16.) és a háttérzenészek voltak.

## Története
Mint előzetes zenei tapasztalattal és végzettséggel rendelkező előadók, Andrej és Pacho 2001-ben alapítottak egy zenekart, és nem sokkal később kiadták első kislemezüket. 2010-ben a DNK megjelentette It's Everything címmel bemutatkozó albumát, otthonukon, a Production Republicon keresztül, ahogy Vrcak producer is feltűnik, és az album 18 dalt tartalmaz, köztük a Full Moon, Keep Me, Purposed to You, She Hides című kislemezt.
2011 szeptemberében a DNK tartotta első koncertjét a szkopjei Metropolis Arénában.
2012 júniusában a DNK kiadta a Plane című kislemezt a közelgő Heart album bejelentéseként. A 2013-ban megjelent Heart album 15 dalt tartalmaz, köztük a Dada, a Whatever it Wants It és a From Morning to Dark című dalokat. 2012 szeptemberében a DNK akusztikus koncertet tartott a Universal Hall Skopjéban, a Kamarazenekar és a Live Band támogatásával.
2016-ban a DNK kiadta az Another Day című albumot. Ez az album 12 dalt tartalmaz, köztük: Only She Knows How, Dearest, Dark Is, It's from Shutka. 2017. májusában a duó a szkopjei Metropolis Arénában adott koncerttel ünnepelte fennállásának 15. évfordulóját. 2018-ban kiadták a The Best of című válogatást, amely 22 dalt és a Diamond című bónuszdalt tartalmazza.
2019-ben négy kislemezt adtak ki: If you knew everything, Romeo and Juliet "We", We és Up or down.
2020 elején a DNK kiadta a Call me című kislemezt egy animációs videóval. Márciusban online koncertet tartottak a YouTube-on és a Facebookon.

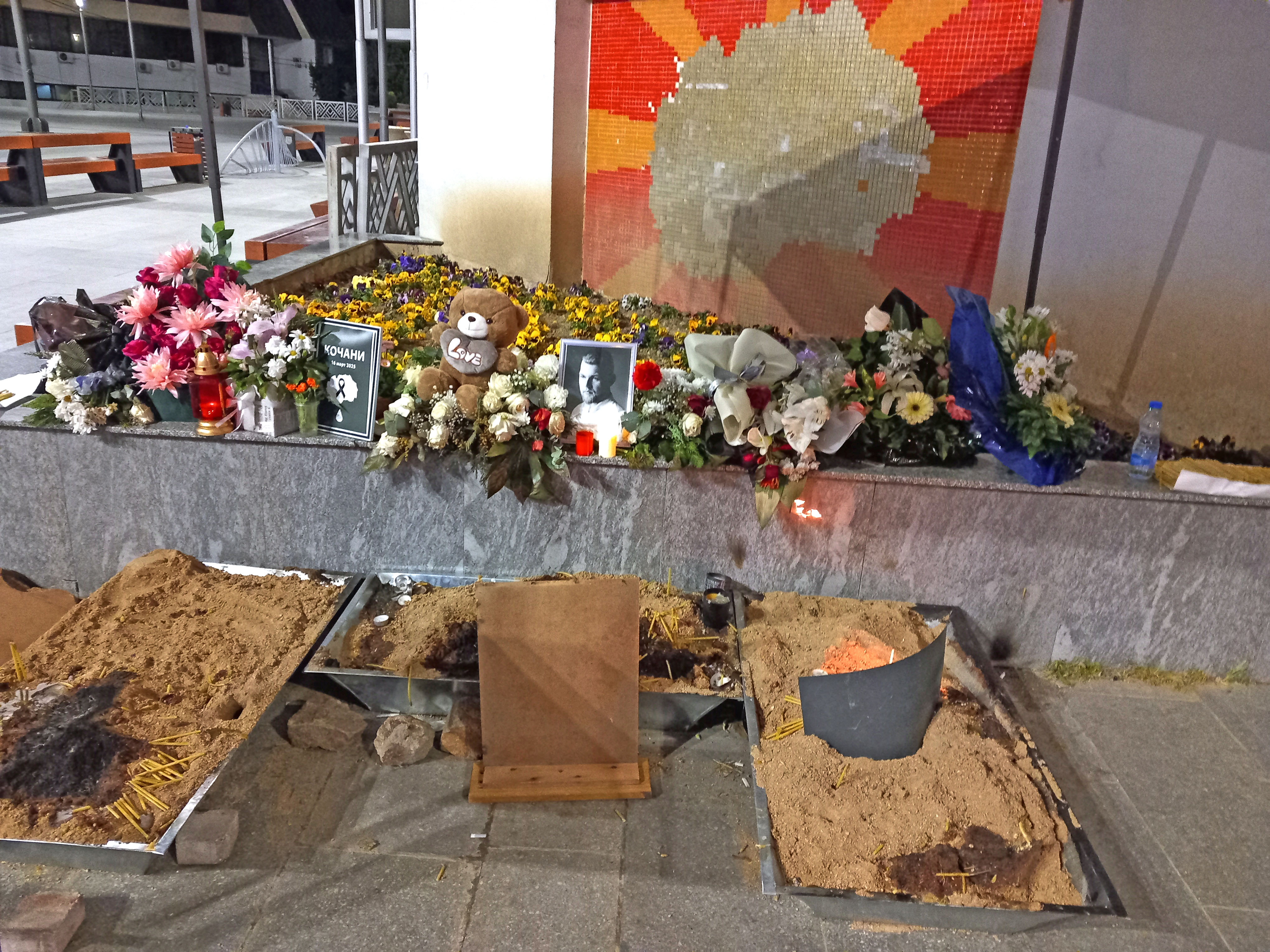
Megemlékezés Gjorgjievre a szülővárosában, Sztrumicában

2025. március 16-án Gjorgjievszki életét vesztette a Kocsaniban kitört éjszakai klubtűzben, a zenekar fotósa, Alekszandar Efremov, Szara Projkovszka háttérénekes, Gjorgji Gjorgjiev dobos és Filip Sztevanovszki billentyűs mellett. A banda két tagja túlélte a kezdeti tüzet, de később délután meghaltak. Blazsev égési sérüléseket szenvedett az arcán és a kezén, és oxigénterápiát kapott.. Blazsev kivételével az együttes összes tagja meghalt a tűz következtében.

## Fordítás
- Ez a szócikk részben vagy egészben  a   DNK (duo) című angol Wikipédia-szócikk ezen változatának fordításán alapul.  Az eredeti cikk szerkesztőit annak laptörténete sorolja fel. Ez a jelzés csupán a megfogalmazás eredetét és a szerzői jogokat jelzi, nem szolgál a cikkben szereplő információk forrásmegjelöléseként.